# Oenothera parodiana
Oenothera parodiana är en dunörtsväxtart som beskrevs av Philip Alexander Munz. Oenothera parodiana ingår i släktet nattljussläktet, och familjen dunörtsväxter. Inga underarter finns listade i Catalogue of Life.